# Стефани Лалић Адамс
Стефани Лалић Адамс (енгл. Stephanie Lalich Adams; Балтимор, 13. јул 1965) америчка је књижевница и друштвена активисткиња српског порекла. Ћерка је капетана Николе Ника Лалића, кошаркаша „Youngstown Bears”-а, официра Канцеларије за стратешке услуге, касније Централне обавештајне агенције (ЦИА), и команданта операције „Ваздушни мост” – која је у Србији позната под називом „Халијард”.

## Биографија
Стефани Лалић Адамс је по струци дизајнер ентеријера и инвестициони саветник, али је наслеђе ћерке команданта мисије „Халијард” одредило да постане књижевница.
Са супругом Крејгом Џоунсом и ћеркама Керолајн Адамс и Александром Адамс је 2019. посетила Галовића поље пригодом обележавања седамдесет пете годишњице спашавања америчких пилота. Чувајући успомену на свог оца, са којим је делила мишљење да је операција „Халијард” симбол солидарности између српског и америчког народа који се дуго заташкивао из различитих разлога, уређује књигу мемоара „Lalich OSS Hero”.
Током пројекције филма „Хероји Халијарда” у Вашингтону Стефани Лалић Адамс је носила „Орден Светог Саве”, који је њеном оцу поклонио генерал Драгољуб Дража Михаиловић.
Увршћена је у „Енциклопедију националне дијаспоре”, коју уређује Иван Калаузовић Иванус.
Живи и ради у Балтимору, Мериленд, САД.